# Apache Sqoop
Apache Sqoop是用于在关系型数据库和Hadoop之间传输数据的开源工具。 该项目始于2009年，在2021年6月结束，并被移至Apache Attic。

## 概要
Sqoop支持增量更新，将新记录添加到最近一次的导出的数据源上，或者指定上次修改的时间戳。导入也可以填充Hive或HBase中的表。 导出则支持将Hadoop的数据放入关系数据库中。Sqoop得名于“SQL-to-Hadoop”。Sqoop于2012年3月成为顶级Apache项目。
Informatica从10.1版开始提供基于Sqoop的连接器。Pentaho自4.5版开始在其ETL套件Pentaho Data Integration中提供基于开源Sqoop的连接器，Sqoop导入和导出。微软使用基于Sqoop的连接器将数据从Microsoft SQL Server传输到Hadoop。Couchbase还通过Sqoop提供Couchbase Server-Hadoop连接器。